# Đại học Quản lý Singapore
Đại học Quản lý Singapore, thường được gọi tắt là SMU, là một trường đại học công lập tự chủ ở Singapore, chuyên đào tạo ngành kinh doanh và quản lý. Trường cung cấp một nền giáo dục theo phong cách Hoa Kỳ, dựa theo chương trình của trường Kinh doanh Wharton, Đại học Pennsylvania, Hoa Kỳ. Đây là một trong những trường đại học danh tiếng của Singapore và khu vực. Năm 2014, số lượng sinh viên đại học là 7 541 và sau đại học là 1,257.